# Marizy
Marizy est une ancienne commune française située dans le département de Saône-et-Loire, en région Bourgogne-Franche-Comté. Depuis le 1er janvier 2016, elle forme avec la commune du Rousset, la commune nouvelle du Rousset-Marizy.

## Histoire
Un arrêté préfectoral du 21 décembre 2015 la création de la commune nouvelle du Rousset-Marizy au 1er janvier 2016 par fusion des communes de Marizy et du Rousset qui deviennent toutes deux des communes déléguées.

## Politique et administration
| Période                                  | Période          | Identité          | Étiquette | Qualité |
| ---------------------------------------- | ---------------- | ----------------- | --------- | ------- |
| mars 2001                                | mars 2014        | Jean-Marc Sellier |           |         |
| mars 2014                                | 31 décembre 2015 | Emmanuel Rey      |           |         |
| Les données manquantes sont à compléter. |                  |                   |           |         |

## Démographie
L'évolution du nombre d'habitants est connue à travers les recensements de la population effectués dans la commune depuis 1793. À partir du 1er janvier 2009, les populations légales des communes sont publiées annuellement dans le cadre d'un recensement qui repose désormais sur une collecte d'information annuelle, concernant successivement tous les territoires communaux au cours d'une période de cinq ans. 
Pour les communes de moins de 10 000 habitants, une enquête de recensement portant sur toute la population est réalisée tous les cinq ans, les populations légales des années intermédiaires étant quant à elles estimées par interpolation ou extrapolation. Pour la commune, le premier recensement exhaustif entrant dans le cadre du nouveau dispositif a été réalisé en 2008,.
En 2014, la commune comptait 443 habitants, en évolution de −4,53 % par rapport à 2009 (Saône-et-Loire : +0,19 %, France hors Mayotte : +2,49 %).
| 1793  | 1800  | 1806  | 1821  | 1831  | 1836  | 1841  | 1846  | 1851  |
| ----- | ----- | ----- | ----- | ----- | ----- | ----- | ----- | ----- |
| 1 122 | 1 120 | 1 067 | 1 164 | 1 176 | 1 210 | 1 191 | 1 159 | 1 168 |

| 1856  | 1861  | 1866  | 1872  | 1876  | 1881  | 1886  | 1891 | 1896 |
| ----- | ----- | ----- | ----- | ----- | ----- | ----- | ---- | ---- |
| 1 064 | 1 062 | 1 116 | 1 110 | 1 079 | 1 088 | 1 070 | 977  | 945  |

| 1901 | 1906 | 1911 | 1921 | 1926 | 1931 | 1936 | 1946 | 1954 |
| ---- | ---- | ---- | ---- | ---- | ---- | ---- | ---- | ---- |
| 875  | 889  | 823  | 671  | 675  | 640  | 634  | 593  | 574  |

| 1962 | 1968 | 1975 | 1982 | 1990 | 1999 | 2008 | 2014 | - |
| ---- | ---- | ---- | ---- | ---- | ---- | ---- | ---- | - |
| 534  | 505  | 471  | 423  | 444  | 453  | 462  | 443  | - |

## Lieux et monuments
À Marizy existent une salle des fêtes, une église rénovée il y a peu de temps, un monument aux morts et une pierre assez spéciale portant une inscription dans une langue morte (appelée : pierre d'Orgeval par les habitants de Marizy, décrivant la construction d'un fort après la guerre du Trocadéro en 1723 par le duc d'Angoulême).
Le village possède aussi de nombreux commerces tels qu'une boulangerie, une supérette, un bar essence ou un restaurant.